# Myopias levigata
Myopias levigata är en myrart som först beskrevs av Carlo Emery 1901.  Myopias levigata ingår i släktet Myopias och familjen myror. Inga underarter finns listade i Catalogue of Life.